# Drahomíra Jůzová
Drahomíra Jůzová (* 25. ledna 1997) je česká pornoherečka. Vystupuje pod přezdívkou Lady Dee. Filmy natáčela od svých 18 let. Po otěhotnění (s partnerem ze stejného oboru, Mexičanem Omarem) se rozhodla s touto prací skončit.